# Совица (нижний приток Прута)
Сови́ца (укр. Сови́ця) — река на Украине, протекает по территории Черновицкого района Черновицкой области. Левый приток Прута (бассейн Дуная).
Длина реки 37 км, площадь водосборного бассейна — 266 км². Долина шириной до 2,2 км. Пойма двусторонняя шириной 200 м. Русло умеренно извилистое, шириной около 5 м. Уклон реки 3,8 метров на километр. Используется для рыбоводства.
Река берёт начало на северо-западе от села Веренчанка. Течет преимущественно на юг и юго-восток. Впадает в Прут между селом Мамаевцы и северо-западной окраиной города Черновцы. В верхнем течении реки расположены две природоохранные территории: гидрологический заказник Совицкие болота и ландшафтный заказник Кадубовская стенка. Западнее Совицы параллельно ей протекает другая река с идентичным названием — Совица, на которой расположен посёлок городского типа Лужаны.
Крупнейшие притоки: Капиливка, Валявка (правые). Совица протекает через город Кицмань.